# 꿈꾸는 인큐베이터
《꿈꾸는 인큐베이터》는 1993년 1월에 발표된 박완서의 소설이다.

## 줄거리
'나'는 우리 집에서 얌체로 통하는 동생의 가정선생 노릇을 하며 살아간다. 조카인 슬기의 유치원 재롱 잔치에 대신 참석해달라는 동생의 부탁으로 유치원에 간 '나'는 우연히 한 남자를 만나게 된다. 그 남자는 '나'와 이런저런 얘기를 늘어놓다가 '나'는 아들이 있어야만 행복하다고 말하게 되고 남자는 '나'의 의견에 반대를 표한다. 남자는 남자아이를 낳는 방법이 여아를 죽이는 중절수술이었다고 말하고 임신 중절수술을 해서 아들을 낳은 '나'는 남자의 말을 듣고 죄책감을 느낀다. 남자와 헤어진 후 '나'는 임신 중절수술을 했을 때의 기억을 떠올리며 도시를 뒤로하고 차를 타고 달린다.

## 등장인물
- 나 : 당시 모든 여성과 같이 구시대적인 가치관을 가지고 있다가, '그'와의 만남으로 인해 자신의 가치관이 부정당한다.  그 후, 시어머니의 방조 하에 여자아이 하나를 유산한 것을 후회하게 된다.
- 시누이 : '나'가 우월감을 느끼는 상대. '나'가 아이를 출산하면서부터 만남은 줄어든다.
- 남편 : 해외 출장이 많음. '나'가 공범자라고 여기는 인물
- 시어머니 : '나'의 공범자. 유산을 방조한다.
- 그 : '나'가 유치원 재롱잔치에서 우연히 만나는 인물. '나'의 가치관에 대해 부정적으로 생각 하고 있으며, '나'가 '나'의 가치관을 고치는 데 일조한다.